# Intromisión ilegítima
La intromisión ilegítima es una conducta lesiva para el honor, identidad o propia imagen en el ámbito estrictamente civil. 

## España
Estos actos están recogidos en la Ley Orgánica 1/1982 de Protección Civil del Derecho al Honor, a la Intimidad Personal y Familiar y a la Propia Imagen. Según sus preceptos, se consideran lesivos para los derechos mencionados:
- La grabación de la vida íntima (imagen y sonido). Art. 1, Art. 2 LODPCHPI.
- La revelación de secretos profesionales. Art. 4 ídem.
- La divulgación de la vida íntima. Art. 3 ídem.
- La captación de imagen. Art. 5 ídem, con excepciones en 8.2.
- El uso del nombre, voz o imagen con fines publicitarios o análogos. Art. 6.
- Los juicios de valor lesivos a la fama o buen nombre. Art. 7.7.

Se considerarán los actos conforme a ley las situaciones en las que prevalezca una razón de peso para la posible intromisión, dentro del margen de la ley. Ejemplo de ello es el interés histórico/científico/cultural (libertad de información está incluida dentro de ésta) o los juicios de valor lesivos al honor del Ministerio Fiscal.
Se consideran excluidos de protección (no total, ponderando la situación) los que ostenten un cargo público o personas con profesiones que tengan una proyección pública notoria. 
Se excluyen de la intromisión ilegítima las caricaturas (por jurisprudencia, ampliado a humor y parodias) de personas. Además se cuenta con la exclusión de la intromisión por "accesoriedad" (ej. Se le hace una fotografía a Zapatero y aparece en ésta tras él un señor desconocido. La presencia del señor desconocido es accesoria).
Las consecuencias jurídicas de la intromisión ilegítima es el cese inmediato de la intromisión (que a veces se puede dar y otras no) y la indemnización (que siempre se da), ponderándose el montante dependiendo de unos criterios básicos y de los criterios del juez. El art. 9.2 y 9.3 de la LODPCHPI regula la valoración del daño moral.

### Protecciónpost mortem
La intromisión no es ilegítima pasados 80 años tras la muerte de un sujeto. Antes de que cumpla el plazo su honor o propia imagen pueden ser defendidos por un vindicador del honor post mortem designado en el testamento o, subsidiariamente, por sus descendientes-accedientes, cónyuge o hermanos. Accesoriamente puede encargarse de ello el Ministerio Fiscal.

### Renuncia de derechos de protección civil al honor
Por lo general, la renuncia a esta ley es espontánea, bajo presunción iuris tantum. No obstante, existe una vía especial que requiere un consentimiento negocial unilateral donde el sujeto no es que rechace el derecho a su intimidad, sino que le pone ciertos límites. 
Este consentimiento debe ser expreso y no tácito, a ser posible por escrito (aunque puede ser oral, aunque puede encarnar graves problemas este método). Requiere una cierta capacidad negocial ("madurez", se supone, mayor de 12 años) o representación especial si no se tiene madurez. Requiere el consentimiento paterno (aunque no es necesario) y la autorización del Ministerio Fiscal (estrictamente necesario). 
- Datos: Q6449112